# Sicignano degli Alburni
Sicignano degli Alburni – miejscowość i gmina we Włoszech, w regionie Kampania, w prowincji Salerno.

## Geografia
Według danych na rok 2004 gminę zamieszkiwało 3460 osób, 43,2 os./km².